# Букур, Вячеслав Иванович
Вячеслав Иванович Букур — русский писатель.

## Биография
Родился 28 февраля 1952 года в г. Губаха Пермской области. В раннем детстве родители В. И. Букура переехали в пос. Киевка (райцентр) Карагандинской области Казахской ССР.
В 1969 году стал студентом лечебного факультета Карагандинского медицинского института. В 1972 году оставил институт и поступил работать санитаром в морг городской больницы г. Темиртау, Карагандинской обл.
В 1974 году переехал в г. Пермь, где поступил на филологический факультет Пермского университета, который окончил в 1980 году.
После окончания университета работал редактором в Пермском книжном издательстве. Состоял в КПСС с 1976 по 1989 год. После опубликования произведений популярных советских фантастов братьев Стругацких, был уволен из издательства. С 1984 по 1994 год работал сторожем, в частном порядке преподавал иврит.
Начинал как фантаст, публиковался в журналах и сборниках фантастики, издаваемых в основном в Уральском регионе («Уральский следопыт», «Поиск»). Север Гансовский, рецензируя сборник «Поиск-1988» оценил повесть Букура «Другая орда», написанное в жанре «доисторической фантазии» как одно из лучших произведений сборника (предпочтя его, к примеру, «Эпицентру» Евгения Филенко) и отнёс его к такой фантастике, которая даёт на выход жанра из «гетто».
С середины 1980-х годов пишет совместно со своей супругой Ниной Горлановой. Сын Антон (род. 1975) — инженер.

## Основные произведения
- «Он меня отремонтировал» — «Уральский следопыт» № 5, 1975
- «Другая орда», повесть - «Поиск-87». Приключения, фантастика, сборник. Пермь, 1987
- «Роман воспитания»[2][3], совместно Н. Горлановой, короткий список «Русского Букера» 1996[4].
- Нина Горланова, Вячеслав Букур. «Лидия и другие. История одной компании». Повесть[5]